# Лазарево (Ильинское сельское поселение)
Лазарево — деревня в Лихославльском районе Тверской области.

## География
Находится в центральной части Тверской области на расстоянии приблизительно 7 км на запад-юго-запад по прямой от районного центра города Лихославль.

## История
Деревня была отмечена ещё на карте Менде, состояние местности на которой соответствует 1848 году. В 1859 году здесь было учтено 20 дворов. В 1884 году здесь был 31 двор, деревня считалась карельской. В 1986 году учтено было 30 дворов, в 1997 — 25 хозяйств, в 2012 — 21. В советское время работали колхозы «Муравейник», «Красная заря» и совхоз «Лазаревский». До 2017 деревня входила в Ильинское сельское поселение Лихославльского района, с 2017 по 2021 в Вёскинское сельское поселение до его упразднения.

## Население
Численность населения: 134 человека (1859 год), 176 (1884), 37 (1986), 51 (1997), 40 (русские 97 %) в 2002 году, 39 в 2010.